# Nova Biscaia
La Nova Biscaia (en castellà: Nueva Vizcaya o Bizcaya) era una de les divisions administratives del virregnat de la Nova Espanya que abastava els estats mexicans de Chihuahua, Durango i seccions de l'estat estatunidenc de Nou Mèxic. L'exploració espanyola va començar el 1531 amb l'expedició de Nuño Beltrán de Guzmán. Durant les següents dècades, especialment sota el lideratge de Francisco de Ibarra, es van fundar assentaments en regions més remotes del territori i encara més al nord de la ciutat de Zacatecas, en descobrir-s'hi jaciments de plata. Ibarra va nomenar aquesta nova àrea com Nova Biscaia en honor de la seva terra natal.. La regió estava sota la jurisdicció judicial de la Real Audiència de Guadalajara, així com la seva administració.
El 1562, Luis de Velasco, virrei de Mèxic, va nomenar Francisco de Ibarra, com a governador i capità general de qualsevol terra que descobrís més enllà de les mines de Avino i San Martín. En uns pocs anys Ibarra i els seus homes es van ensenyorir de terres, o almenys es van estendre a la major part del que va constituir el Govern de la Nova Biscaia, incloent-hi, al principi la província de Chiametla. Però des del primer moment van tenir problemes de jurisdicció amb Nova Galícia. La província d'Avino, per exemple, va romandre com a part d'aquesta última fins a mitjan segle xvii, moment en què va ser transferida a Nova Biscaia. A l'est, els homes de Francisco de Ibarra van ocupar els futurs llocs de Monterrey, Cerralvo i Monclova. Un altre problema de límits va sorgir en aquesta àrea. Luis de Carvajal i els seus homes van prendre el control de places com El Saltillo, en l'última quart del segle xvi, i les van annexionar per uns quants anys al Nou Regne de Lleó. El 1596 es van establir els límits territorials entre El Saltillo de Nova Biscaia i Monterrey del Nou Regne de Lleó, però la província de Coahuila seria zona de discòrdia durant alguns anys. Pel nord, Nou Mèxic es va constituir en un govern separat el 1598, i a l'oest, les províncies de Sinaloa i Sonora van ser finalment separades de Nova Biscaia el 1733, formant la Nova Navarra. Posteriorment els canvis de límits van ser menors. La regió important de Las Parras del Saltillo va ser transferida al govern de Coahuila el 1787, al mateix temps que Nova Biscaia passava a ser una Intendència de Durango, a la qual va ser annexionada. Els governadors van residir a la província de Chiametla, a San Sebastián fins al 1583, moment en què la capital va ser traslladada a Durango, i posteriorment els governadors van retornar al sud a la província de Guadiana o Durango.